# Reza Ghara
Reza Ghara est un joueur iranien de volley-ball né le 31 juillet 1991 à Amol. Il mesure 2,00 m et joue spiker en équipe d'Iran.